# جيمس فوستر
جيمس فوستر (بالإنجليزية: James Foster)‏ (9 مارس 1854 في المملكة المتحدة - 22 نوفمبر 1914 في المملكة المتحدة) هو لاعب كريكت بريطاني (وحمل سابقاً جنسية المملكة المتحدة لبريطانيا العظمى وأيرلندا). لعب مع Kent County Cricket Club ‏.

## وصلات خارجية
- جيمس فوستر على موقع إي آس بي آن كريك إنفو (الإنجليزية)